# سقط نووي
السَّقْط النووي (مرادفات) هو الإشعاع المتبقي الخطر الناتج عن الانفجارات النووية. يسمى هكذا لأنه يسقط من الغلاف الجوي وينتشر أثناء التفجير. ويشير أيضًا إلى الغبار النووي الذي ينتج عن انفجار الأسلحة النووية. يتكون الغبار المشع من جسيمات الساخنة والتي تعد تلوثًا إشعاعيًا. قد يؤدي السقط النووي إلى تلوث السلاسل الغذائية.

## أنواع السقط النووى
ثمة عدة أنواع من السقط، منها:

### عالمي
بعد أن تنفجر بالهواء، تتطاير الجسيمات المنشطرة والجسيمات غير المنشطرة ومخلفات القنبلة المتبخرة بسبب الحرارة الهائلة. هذه الجزيئات الصغيرة يقدر قطرها بين 10 نانو متر إلى 20 ميكرون. هذه الجزيئات تتطاير بسرعة كبيرة نحو الستراتوسفير وخاصةً إذا كان الانفجار يبلغ 10 كيلو طن.

### محلي
يحدث في الأرض أو المياه السطحية مثلما حصل لمفاعل تشرنوبل، الحرارة الناتجة تبخر كميات كبيرة من الأرض أو الماء ثم تشكل سحابة مشعة بعدما تتكاثف مع نواتج الانشطار والملوثات الأُخَر من الإشعاعات، وبعد أن تسقط قطرات المطر نحو الأرض يؤدي ذلك إلى تلوث كم كبير من المياه الصالحة للشرب والأراضي ويتسبب ذلك في مقتل الإنسان والحيوان.

## التأثيرات
ثمة مجموعة واسعة من التغيرات الحيوية التي قد تتبع تعرض الحيوان للإشعاع. وتختلف هذه العوامل من الموت السريع بعد جرعات عالية من الاشعاعات التي اخترقت الجسم بالكامل، إلى الحياة الطبيعية عمومًا لفترة زمنية متغيرة حتى تطور تأثيرات الإشعاع المتأخر، ثمة جزء من السكان المعرضين للخطر أكثر غيرهم، بعد التعرض للجرعات المنخفضة.
وحدة التعرض الفعلي للإشعاع هو رونتجن، التي تعرف أنها نسبه التأين لكل وحدة من حجم الهواء. يقاس التأين عبر الأوات المتعرضة للتأين أثناء الانفجار (بما في ذلك عدادات الجيجر وغرف التأين. ومع ذلك التاثيرات تعتمد على حجم الطاقة لكل وحده كتلة وليس يعتمد على حجم الانفجار في الهواء. وتعرف الجراي أنها جولٌ من الطاقة لكل واحد كيلوغرام من الكتلة.
بسبب إحاطة الأنسجه للعظام وقايتها بذلك، يتلقى نخاع العظام نحو 0.67 cGy فقطعندما يكون التعرض للهواء هو 1 رونتجن والجرعة التي يتلقاها الجلد السطحي هي 1 cGy.

## الحماية من السقط النووي
حاولت دول الولايات المتحدة والاتحاد السوفيتي وبريطانيا والصين في الحرب الباردة تثقيف مواطنيهم بشأن وقوع هجوم نووي من خلال السقط الاصطناعي ثم سميت هذه العملية بالـ «الدفاع المدني».

## حوادث المفاعلات النووية

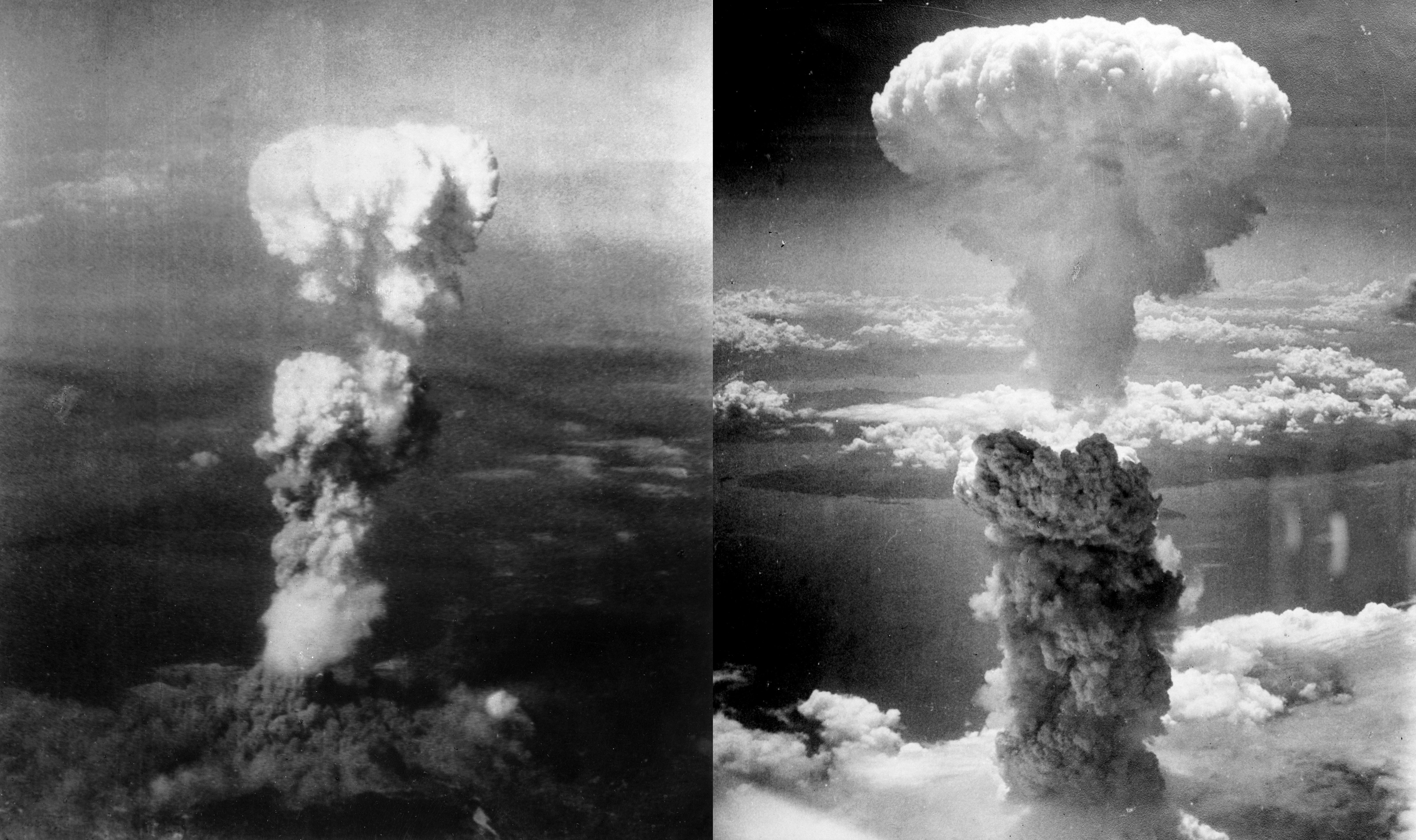
سحابة عيش الغراب أو سحابة الفطر, فوق المدينتين اليابانيتين عام 1945، هيروشيما (يسار) وناجازاكي (يمين)

السقط النووي يعني أيضًا (الحوادث النووية) مع أن المفاعلات النووية لا تنفجر كالقنبلة النووية. تأثير النظائر عند إسقاط القنابل مختلفة جداً عن نظائر سقط انفجار المفاعلات. والاختلافات هذه هي عمر النصف والتبخر.
-قنبلة فُجرت كناكازاكي وهيروشيما.
-وحوادث المفاعلات كتشرنوبل وفوكوشيما.

## التبخر
نقطة تبخر عنصر أو مركب قادر على السيطرة على النسبة المئوية على ذلك العنصرالذي يحدث في حوادث وانفجار المفاعل. بالإضافة إلى ذلك، قدرة العنصر على تشكيل تحكم صلب بنسبة رواسب في الأرض بعد أن تنفجر في الغلاف الجوي عن طريق تفجير نووي أو حادث.

## عمر النصف
ثمة كمية كبيرة من النظائر المشعة قصيرة الأجل مثل Zr97 التي تتكون عند إسقاط القنبلة تتولد باستمرار، هذه النظائر وغيرها من النظائر المشعة، لكن معظم هذه النظائر تتحلل قبل أن تتحرر بسبب الكتلة الحرجة.

## هوامش
- مرادفات السُّقاط[7] أو النُّثار[7] أو الغُبار[7] أو الهَرور[7] الذري أو النُّسافة الذرية[7] (بالإنجليزية: Nuclear fallout)‏